# Jornal do Condes
Jornal do Condes foi um dos primeiros cinejornais produzidos em Portugal, pela produtora e distribuidora Castello-Lopes entre 1918 e 1925. Teve a sua primeira edição a 19 de janeiro de 1928 e a última edição em 1925.